# Подлешє
Подлешє (словен. Podlešje) — поселення в общині Шентюр, Савинський регіон, Словенія. 
Висота над рівнем моря: 521,2 м.